# Indigo Partners
Indigo Partners, LLC es una firma de capital privado de origen estadounidense, que tiene una participación mayoritaria en American Frontier Airlines y la aerolínea de bajo costo JetSmart, así como participaciones en la aerolínea de bajo costo mexicana Volaris y la aerolínea europea de bajo costo Wizz Air. Actualmente planea una asociación con Enerjet para lanzar una nueva aerolínea canadiense de ultra bajo costo. Indigo Partners fue cofundada por Bill Franke, quien ha creado varias aerolíneas de ultra bajo costo en todo el mundo. Tiene su sede en Phoenix, Arizona .

## Historia
En el Dubai Air Show de noviembre de 2017, Indigo Partners firmó un memorando para adquirir 430 Airbus : 273 A320neos y 157 A321neos por $ 49.5 mil millones a precios de lista. Firmado el memorando, destinaron 146 aviones a Wizz Air, 134 a Frontier Airlines, 80 a Volaris y 70 a JetSmart . Más adelante, la aerolínea Wizz recibirá 72 A320neo y 74 A321neo, Frontier 100 A320neo y 34 A321neo, Volaris 46 A320neo y 34 A321neo y JetSmart 56 A320neo y 14 A321neo.
Las entregas comenzarán a partir de 2021, desde Toulouse, Francia y Mobile, Alabama. Wizz Air ordenó previamente 110 A321neos en el Salón Aeronáutico de París de 2015 y  se estima que su flota crecerá a 300 aviones para 2025. Frontier recibió su primer Airbus de Mobile en 2018 y se estima que su flota se triplicará a 200 aviones, con 50 millones de pasajeros para 2026.
El 29 de noviembre de 2018, Indigo Partners llegó a un acuerdo preliminar para comprar la aerolínea islandesa de bajo costo Wow Air después de que Icelandair Group abandonara su adquisición. Sin embargo, el 22 de marzo de 2019, el grupo anunció que retiraron su oferta para adquirir la aerolínea islandesa.